# 福特罗斯
福特罗斯（英语：Fortrose；苏格兰盖尔语：A' Chananaich；低地苏格兰语：Chainry），是英国苏格兰高地行政区的一个城镇。总人口1174（2001年）。福特罗斯的知名景观为13世纪的大教堂遗址。